# Clavelina picta
Clavelina picta är en sjöpungsart som först beskrevs av Addison Emery Verrill 1900.  Clavelina picta ingår i familjen klungsjöpungar. Inga underarter finns listade.